# Dienst Identificatie en Berging

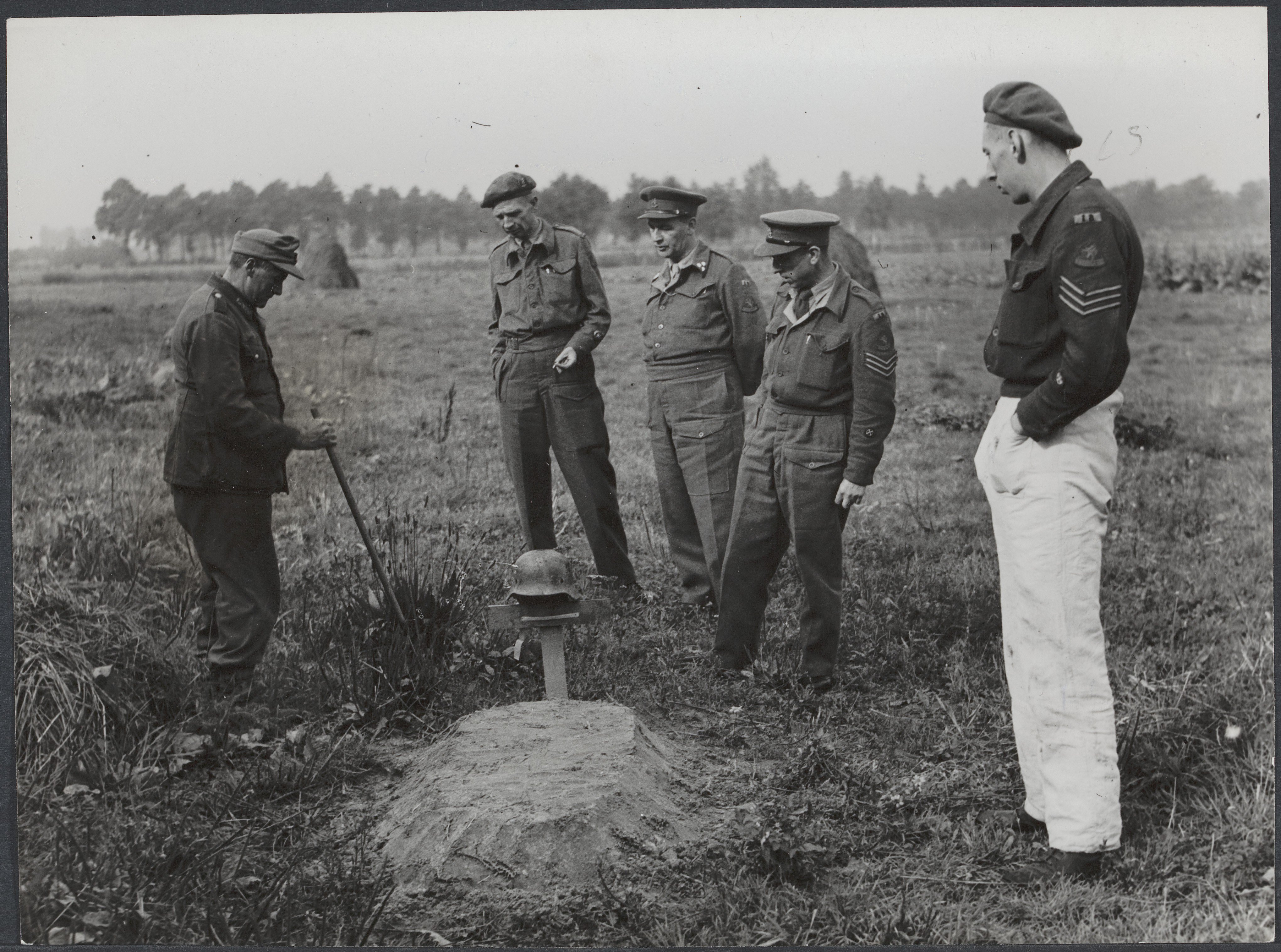
De dienst Identificatie en Berging o.l.v dr. Anton van Anrooy en dr. A.H. Croes, graven de lichamen op van mensen die stierven door een bombardement door de Duitsers op Eindhoven, en die haastig begraven waren langs de wegen of in weilanden (1 januari 1945)

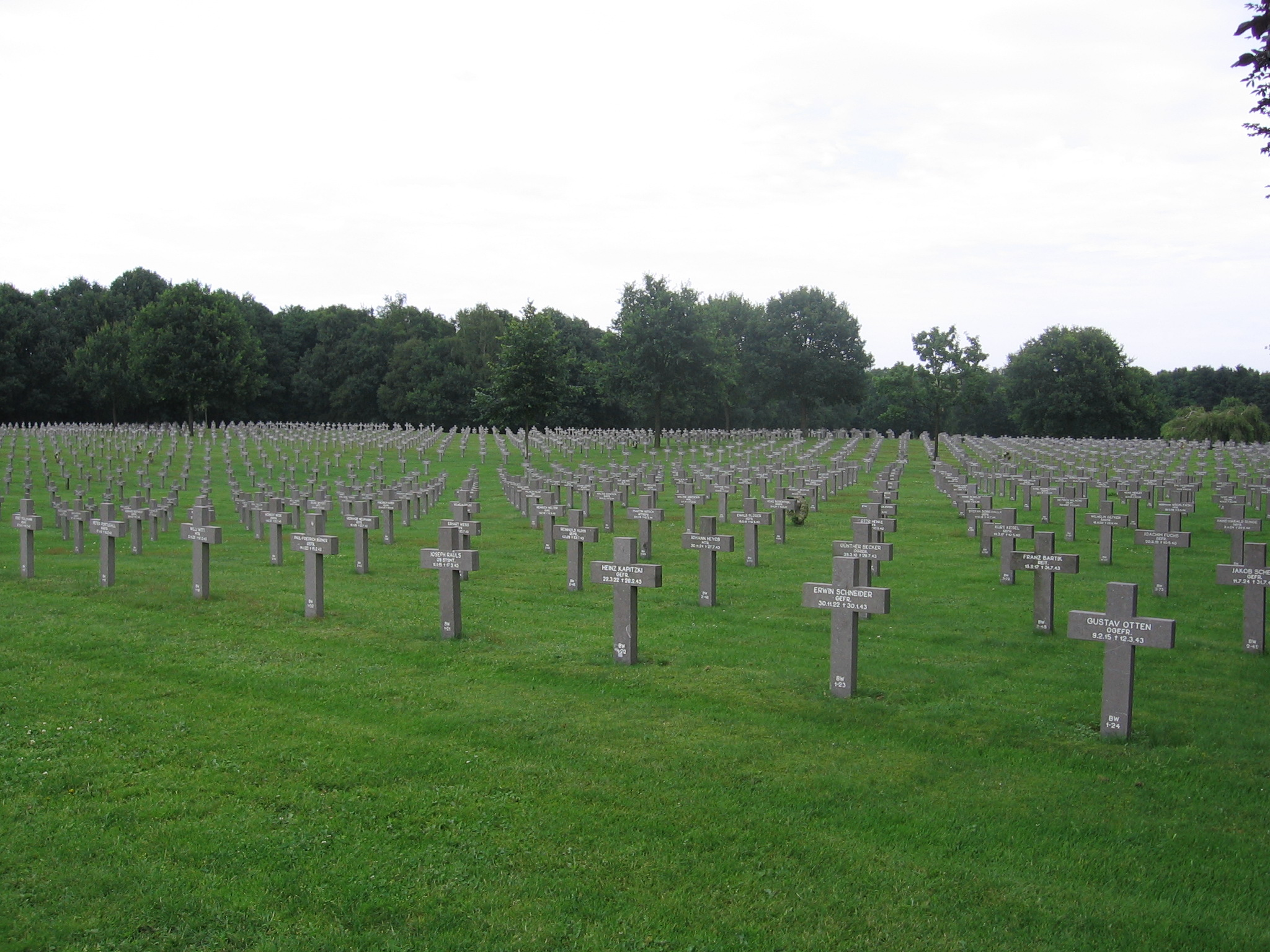
Ysselsteyn

De Nederlandse Dienst Identificatie en Berging (DIB) was direct na de Tweede Wereldoorlog belast met het identificeren, bergen en herbegraven van gesneuvelden. De dienst kwam voort uit de Ordedienst, sectie Eindhoven.
Na iedere ramp moeten slachtoffers geïdentificeerd en geborgen worden, en de technieken hiervoor hebben zich enorm ontwikkeld. Tijdens de Tweede Wereldoorlog hield luitenant-kolonel dr. A. van Anrooy zich hiermee bezig. Burgers en militairen sneuvelden door bombardementen of te velde. Toen het Zuiden van Nederland bevrijd was, werd de Ordedienst opgeheven en financierde Van Anrooy de werkzaamheden zelf totdat het Rode Kruis in actie kwam.
Het was direct na de bevrijding allemaal erg ongeorganiseerd. Burgemeesters deden hun best om hun stad of dorp op te ruimen, Bureau Nationale Veiligheid en de Politieke Opsporingsdienst wilden zo veel mogelijk uitzoeken en opruimen. Ook burgers deden opgravingen, want de veldgraven lagen overal verspreid.
In mei 1945 verzond dr. L.J.M. Beel, de minister van Binnenlandse Zaken, een brief aan alle burgemeesters om te melden dat de DIB landelijk deze taak op zich nam, met goedkeuring van het Rode Kruis en het Militair Gezag. De staf kreeg een kantoor in Den Haag. Er werden zes pelotons gevormd, waarvan er twee in Amersfoort gevestigd werden. Deze pelotons moesten onder meer de slachtoffers die op de Leusderheide gefusilleerd waren, identificeren en bergen. Toen ze daar aankwamen waren al bijna 50 lichamen opgegraven. In augustus schreef de minister een brief dat het verboden was lijken op te graven of te vervoeren tenzij er toestemming door de DIB was gegeven.
In oktober 1945 werd de DIB ondergebracht bij het Militair Gezag. Toen dit per 1 maart 1946 werd opgeheven, kwam de DIB bij het Ministerie van Oorlog terecht. De overheid betaalde voor een eenvoudige begrafenis op een door de familie bepaalde begraafplaats.  
De DIB hield zich niet bezig met het herbegraven van geallieerde slachtoffers, maar wel met de Duitse militairen die op Nederlands grondgebied waren gesneuveld. Hiervan zijn er ruim 31.000 op de Duitse militaire begraafplaats in Ysselsteyn in de gemeente Venray hun laatste rustplaats gevonden.
In 1951 werd de DIB ontbonden en de Gravendienst van de Koninklijke Landmacht opgericht. 